# Samsung Galaxy Tab 4 10.1
Das Samsung Galaxy Tab 4 10.1 ist ein auf dem Android-Betriebssystem basierender Tablet-Computer des Unternehmens Samsung. Die vierte Generation des Galaxy Tab kam 2014 in Deutschland auf den Markt. Vorgänger war das Samsung Galaxy Tab 3 10.1, in der nachfolgenden fünften Generation wurde in Einsteigersegment, Mittel- und Oberklasse differenziert, als Nachfolger kommt am ehesten das Samsung Galaxy Tab A 9.7 in Frage.

## Galaxy Tab 4 10.1
Das 10,1 Zoll (25,7 cm) große TFT-LC-Display misst 21,76 cm × 13,60 cm (10,1 Zoll) bei einer Auflösung von 1280 × 800 Pixeln (Pixelgröße 170 µm). Das Display hat eine maximale Leuchtdichte (Helligkeit) von 388 cd/m², einen Kontrast von 143:1 und kann bis zu 16 Millionen Farben darstellen. Wie beim Vorgängermodell wurde das Display leicht entspiegelt. Dem 1,2-GHz-Quadcore-Prozessor stehen 1536 MB Arbeitsspeicher zur Verfügung. Über einen microSD-Steckplatz lässt sich der verfügbare Speicher mit bis zu 64 GB erweitern. Zu den weiteren Eigenschaften zählen eine 3-Megapixel-Hauptkamera und eine 1,3-MP-Bildschirmkamera sowie eine Videofunktion mit HD-Auflösung (1280 × 720 Pixel), als Betriebssystem wurde Android 4.4 (KitKat) geliefert. Alle Modelle unterstützen Bluetooth und WLAN, ggf. auch Mobilfunk in 3G mit (HSPA+ bis 21 Mbit/s) oder zusätzlich auch 4G (LTE).
Als Modellbezeichnungen sind überliefert: SM-T530 (nur WiFi), SM-T531 (WiFi und 3G) und SM-T535 mit WiFi, 3G und 4G.

## Galaxy Tab 4 7"
Im April 2014 wurde auch eine 7" große Version des Tab 4 vorgestellt.

## Galaxy Tab 4 8"
Im Juni 2014 wurde dann noch eine 8" große Version des Tab 4 vorgestellt.